# Vila Rusalka (Vysoká u Příbramě)

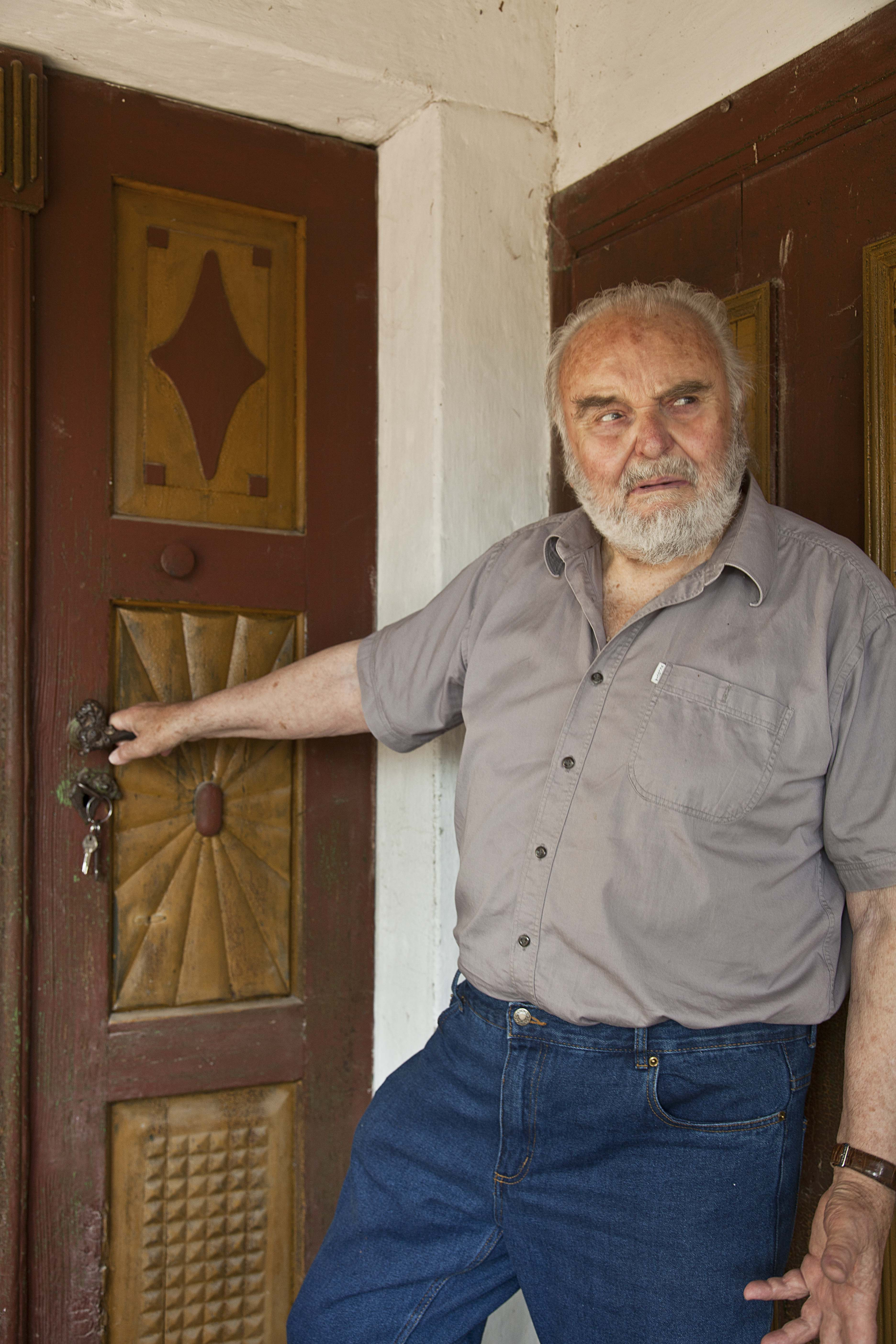
Antonín Dvořák III. u vily Rusalka, foto Eva Heyd

Vila Rusalka je obytný dům (čp. 16) v obci Vysoká u Příbramě ve Středočeském kraji. Vila bývala letním sídlem Antonína Dvořáka a jeho rodiny. Je chráněna jako kulturní památka.

## Historie

### Dvořák a Vysoká u Příbramě
Antonín Dvořák jezdíval od roku 1880 na letní pobyty do zámeckého areálu ve Vysoké u Příbramě (dnešní Památník Antonína Dvořáka). Majitelem tohoto panství, byl jeho švagr hrabě Václav Robert z Kounic. Dvořákova rodina pobývala v domku zvaný Dvorek v zámeckém parku.

### Vila a její úpravy
Nádherná okolní krajina Dvořáka velmi okouzlila a byla inspirací pro mnohé z jeho skladeb, které zde napsal. Rád přijal švagrovu nabídku odkoupit od něho na severozápadním konci obce Vysoká opuštěný špýchar a ovčín i s okolním pozemkem. Vzhledem k Dvořákově zlepšující se finanční situaci se koupě za 2000 zlatých uskutečnila v roce 1884 a okamžitě byla zahájena rozsáhlá rekonstrukce budovy na obytný dům. Přestavbu domu řídil Dvořákův švagr Jan Hertan a ředitel schwarzenberského panství v Rakovicích u Čimelic, August Bohdanecký. Pokud byl Dvořák ve Vysoké, sám na přestavbu domu i zahrady dohlížel. Již v roce 1885 zde poprvé rodina pobývala od května do září.
V nově opraveném a upraveném domě, byla v prvním poschodí umístěna Dvořákova pracovna, odkud měl vyhlídku na okolní lesíky, louky, pole a vesnici Třebsko. Za dobré viditelnosti byl vidět šumavský Boubín. Rodina obývala další tři místnosti domu. Později byl k domu přistaven přístavek s kuchyní a tím byly získány další dvě obytné místnosti pro rozrůstající se rodinu. Dvořák dal zbourat ovčín s chlévem a postavit domek, do kterého se nastěhoval horník Jan Hodík, který v nepřítomnosti Dvořákových dům spravoval a staral se nejen o dům a zahradu, ale také o Dvořákových dvacet párů holubů.
Zahrada byla rozdělena na část okrasnou se vzácnými dřevinami a část užitkovou. V okrasné části byl postaven dřevěný altán. Vila byla rodinou kolem roku 1908 secesně upravena. Celý areál je ohraničen kamennou, částečně drátěnou zdí se dvěma branami s pilíři. V letech 2010–2016 byla opravena fasáda domu z finančních prostředků benefičních koncertů.

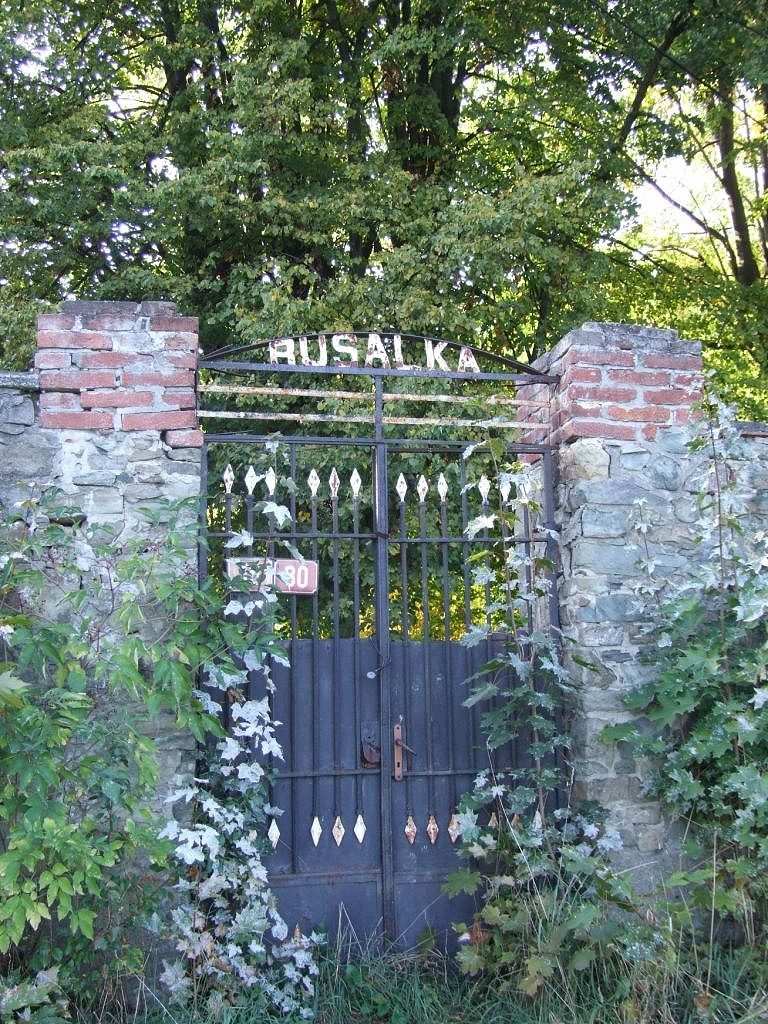
Vila Rusalka, vchod

### Pobyty ve vile
Do Vysoké jezdívala rodina každoročně na pět měsíců od jara do podzimu. Výjimkou byl rok 1893, kdy Dvořák s částí rodiny byl v Americe a léto trávil ve Spillville.
Dvořák podle vzpomínek svého syna Otakara vstával kolem čtvrté hodiny a vydával se sám na ranní procházku nebo na mši do Třebska, při které občas v kostele hrával na varhany. Po návratu celé dopoledne komponoval. Po obědě šel na vycházku s dětmi, po návratu se znovu vracel k práci. Občas se věnoval holubům, šel na návštěvu do zámku ke Kounicovým nebo po večeři zašel do hospody mezi místní havíře na pivo a karty. Tam někdy vyprávěl o svých cestách a všichni se zájmem poslouchali. Vracel se brzy, spát chodíval kolem deváté hodiny.
Na Vysokou Dvořák se vždy okamžitě vracel při každém návratu z cest. Se svými hudebními návštěvami sedával v zahradním altánu u dubového stolu se třemi lavicemi. Zde také rád komponoval.

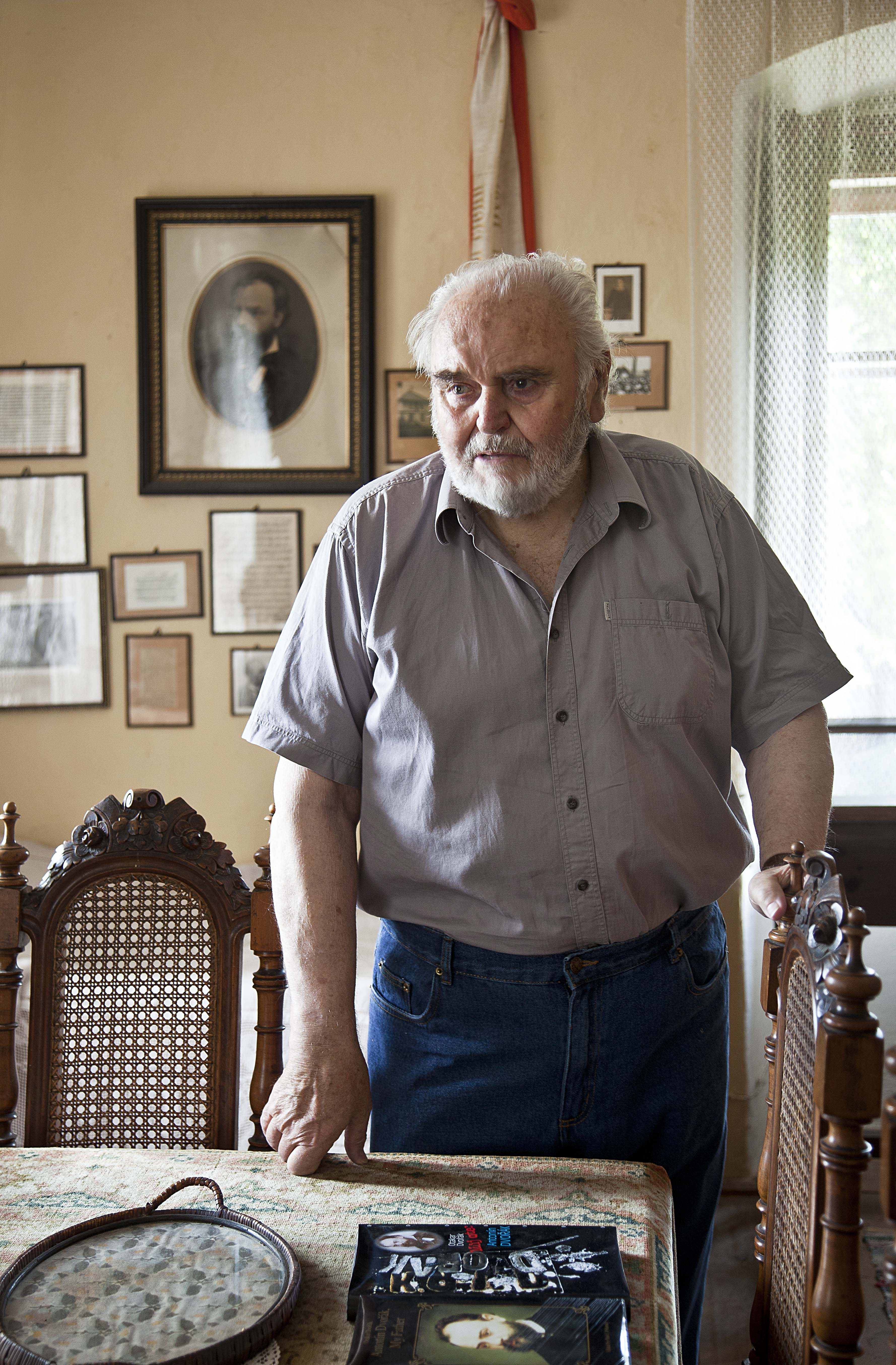
Antonín Dvořák III. v pracovně Antonína Dvořáka ve vile Rusalka, foto Eva Heyd

## Hudební díla vzniklá na Vysoké
Mnohá Dvořákova stěžejní díla vznikla na Vysoké: Symfonie č. 7, Symfonie č. 8, Requiem, II. řada Slovanských tanců, opery Rusalka, Dimitrij, Jakobín, Čert a Káča i nedokončená Armida, Klavírní kvintet A dur nebo Klavírní kvartet Es dur a mnohé další.
Občas chodíval hrát i mimo ranní mši na varhany do třebského kostela (v roce 1894 kostelu věnoval nové varhany, ty byly požárem roku 1953 zničeny) nebo do Bohutína. Ve Vysoké kostel nebyl.

## Pamětní deska a busta

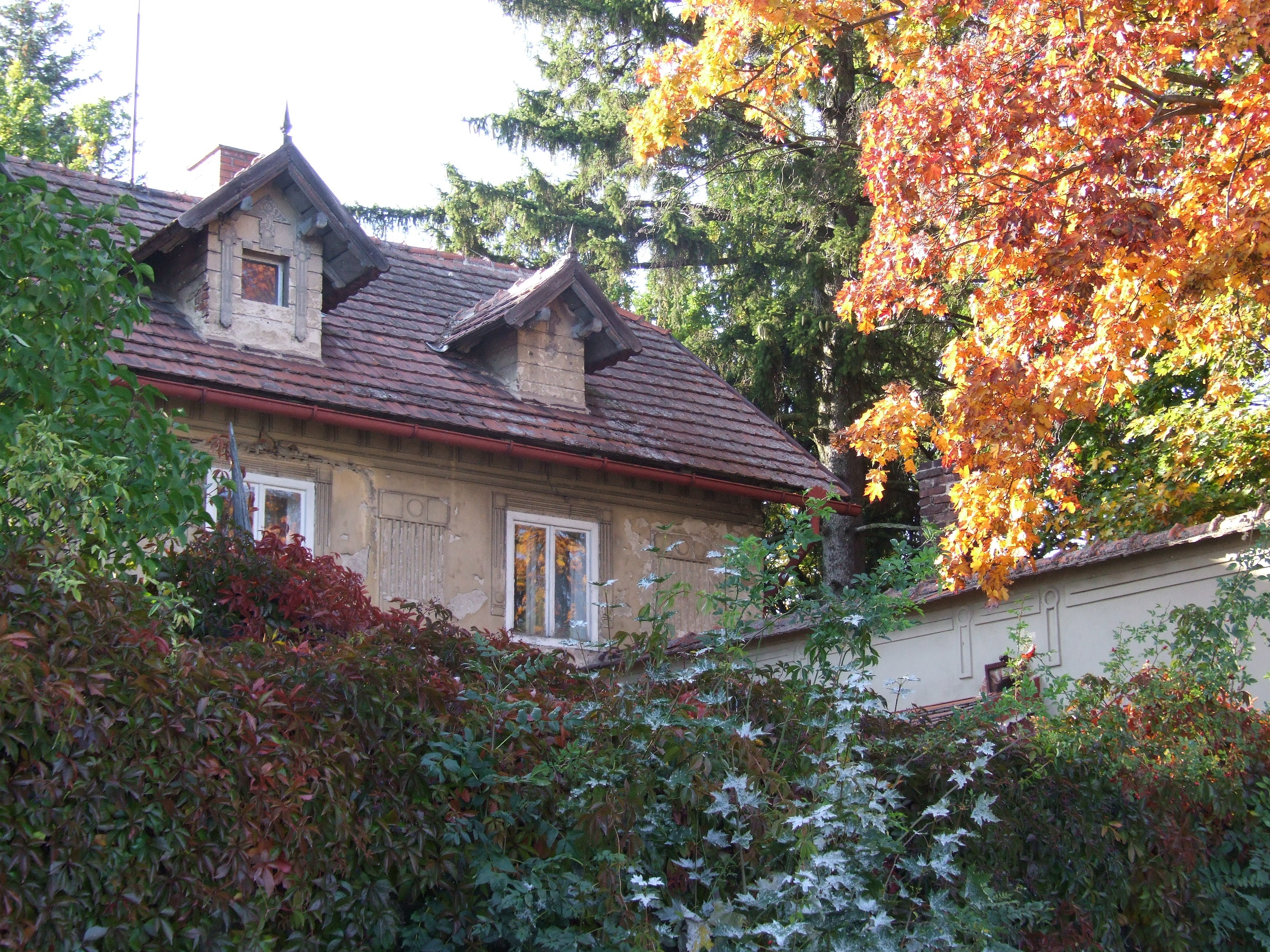
Pohled na vilu Rusalka

Na dům dal Dvořákův zeť skladatel Josef Suk umístit pamětní desku. V 50. letech 20. století byla doplněna Dvořákova busta od sochaře Jindřicha Říhy.
Dnešní název Rusalka místu dali až potomci, v jejichž majetku dnes celý areál nadále zůstal a vila není přístupná.  Přístup byl možný jen výjimečně pro mimořádné návštěvy.  Do roku 2017 většinu návštěv provázel vnuk  Antonína Dvořáka Antonín Dvořák III. (1929-2017).  Pro účastníky dálkového pochodu „Za Dvořákem na Vysokou” konaného každoročně 1. května bývala přístupná v některých letech.   